# Acanthoptilum longifolium
Acanthoptilum longifolium är en korallart som beskrevs av Williams 2007. Acanthoptilum longifolium ingår i släktet Acanthoptilum och familjen Virgulariidae. Inga underarter finns listade i Catalogue of Life.